# Mosquer escatós
El mosquer escatós (Mionectes striaticollis) és un ocell de la família dels tirànids (Tyrannidae).

## Hàbitat i distribució
Habita boscos clars dels Andes de Colòmbia, Equador, Perú i centre de Bolívia.